# 羅亞基夫卡
49°16′43″N 35°41′40″E / 49.27861°N 35.69444°E
羅亞基夫卡（烏克蘭語：Рояківка），是烏克蘭東部的村莊，隸屬哈爾科夫州的別列斯京區。該村始建於1784年，面積1.07平方公里，海拔高度140米，2001年人口404，人口密度每平方公里376.5人。